# Canadian Cemetery N°2
Pour un article plus général, voir Sites funéraires et mémoriels de la Première Guerre mondiale (Front Ouest).
Le  Canadian Cemetery N°2 est un cimetière militaire de la Première Guerre mondiale, situé sur le territoire de la commune de Neuville-Saint-Vaast, dans le département du Pas-de-Calais, au nord d'Arras.

## Localisation
Ce cimetière est situé à 2,5 km au nord du village, en bordure du territoire de Givenchy-en-Gohelle.

## Histoire

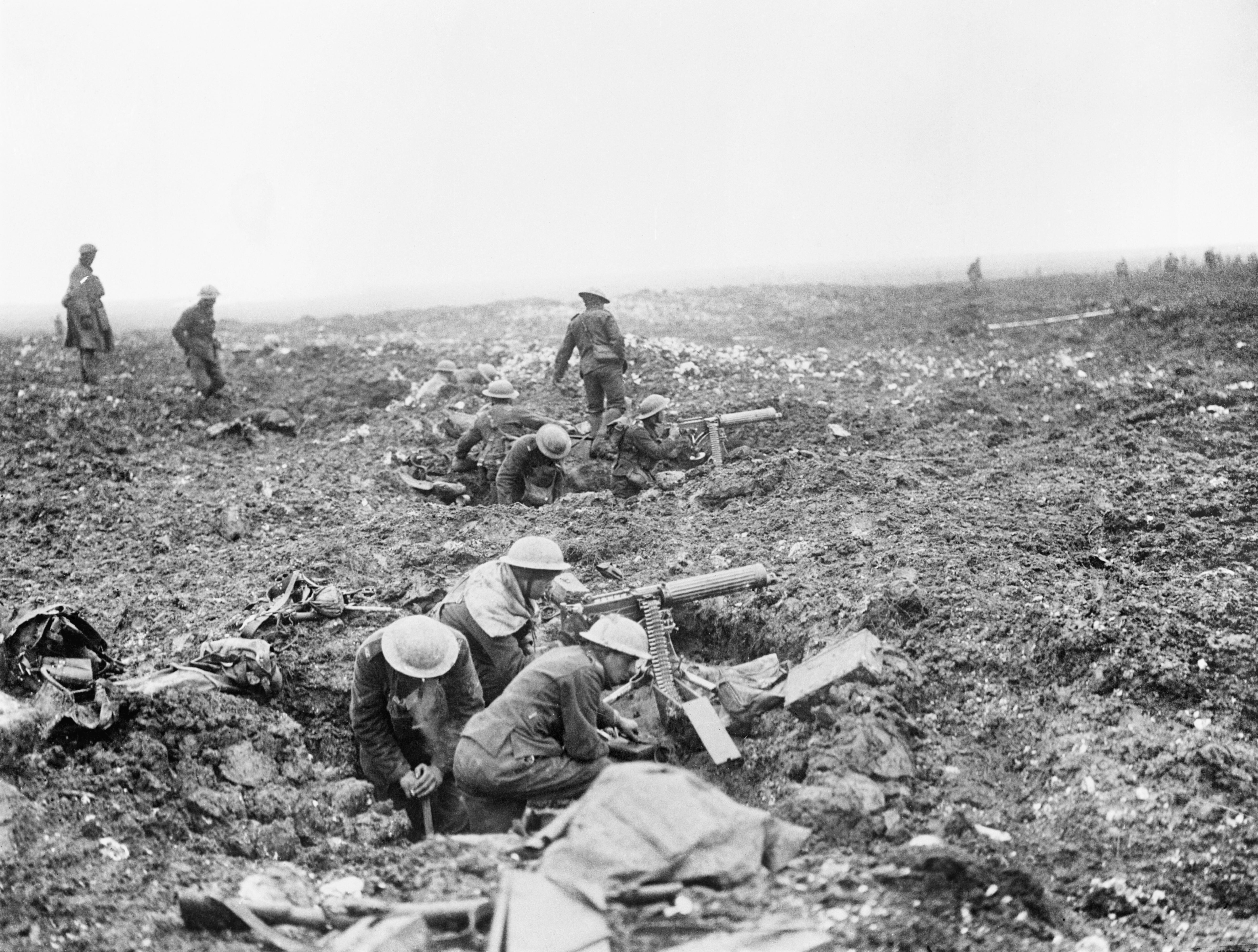
Soldats canadiens en position sur la Crête de Vimy en avril 1917.

Ce cimetière est créé par le Corps canadien après la prise réussie de la crête de Vimy, située à quelques centaines de mètres, le 9 avril 1917. Certains des soldats inhumés dans ce lieu sont tombés au cours de cette bataille où sont morts des suites de leurs blessures. Après l'armistice, ce cimetière est considérablement agrandi avec l'apport de corps provenant de nombreux cimetières provisoires des environs.
Le cimetière s'appelait à l'origine CD 5 et était établi comme cimetière de champ de bataille de la 4e  Division canadienne pour inhumer les soldats canadiens tombés lors de la bataille de la crête de Vimy. Bien que la majorité des près de 2 965 soldats inhumés dans ce lieu soient britanniques, ce cimetière a conservé le nom de Cimetière canadien
.

## Caractéristiques
Ce  vaste cimetière, de plus d'un hectare de superficie, a un plan rectangulaire de 135 m sur 65 et est entièrement clos d'une muret de pierre assise.
Ce cimetière a été conçu par l’architecte britannique Reginald Blomfield.

## Sépultures
| Pays             | Sépultures |
| ---------------- | ---------- |
| Royaume-Uni      | 2 241      |
| Canada           | 695        |
| Australie        | 19         |
| Nouvelle-Zélande | 7          |
| Afrique du Sud   | 2          |
| Inde britannique | 1          |
| Total            | 2 965      |

## Galerie

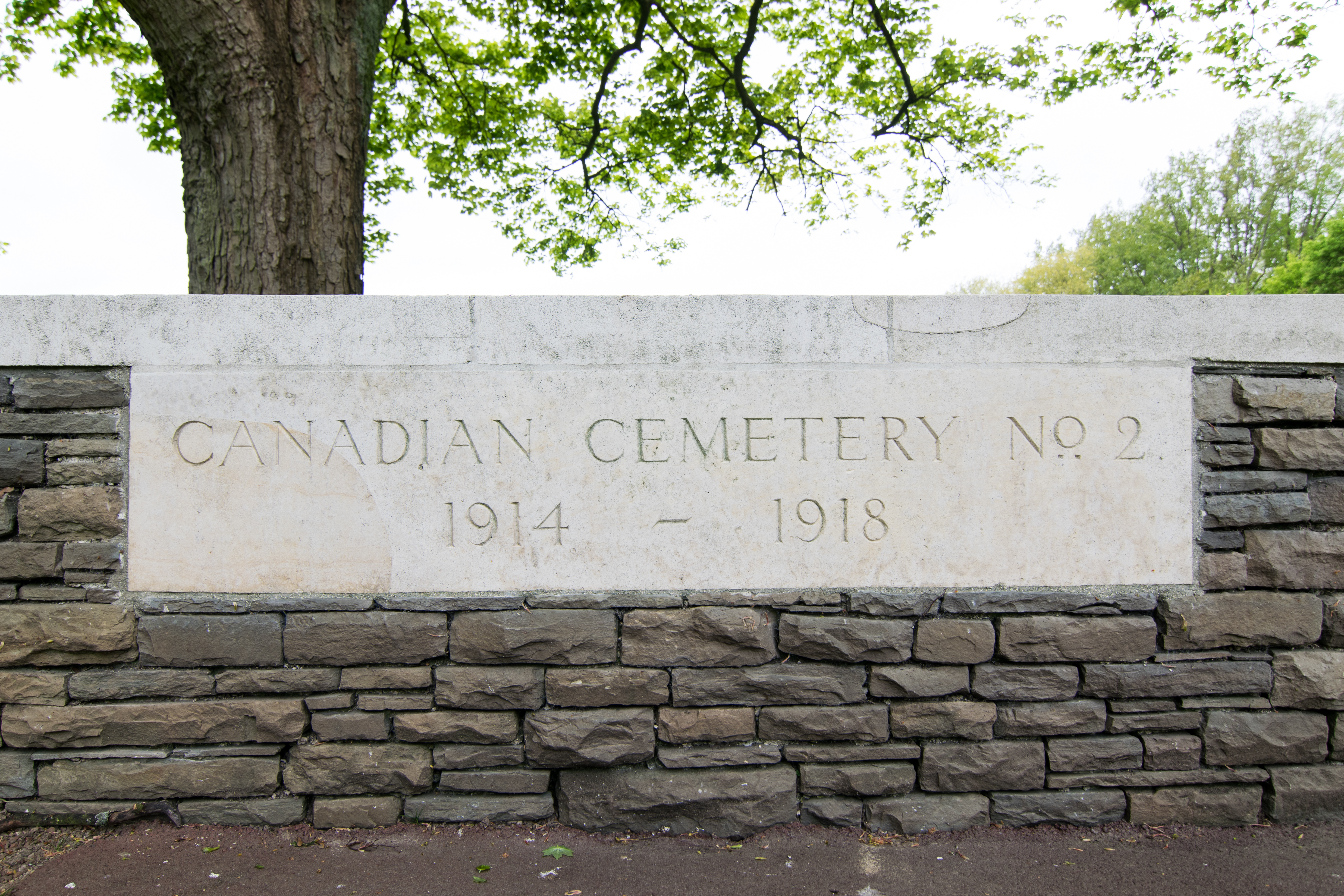
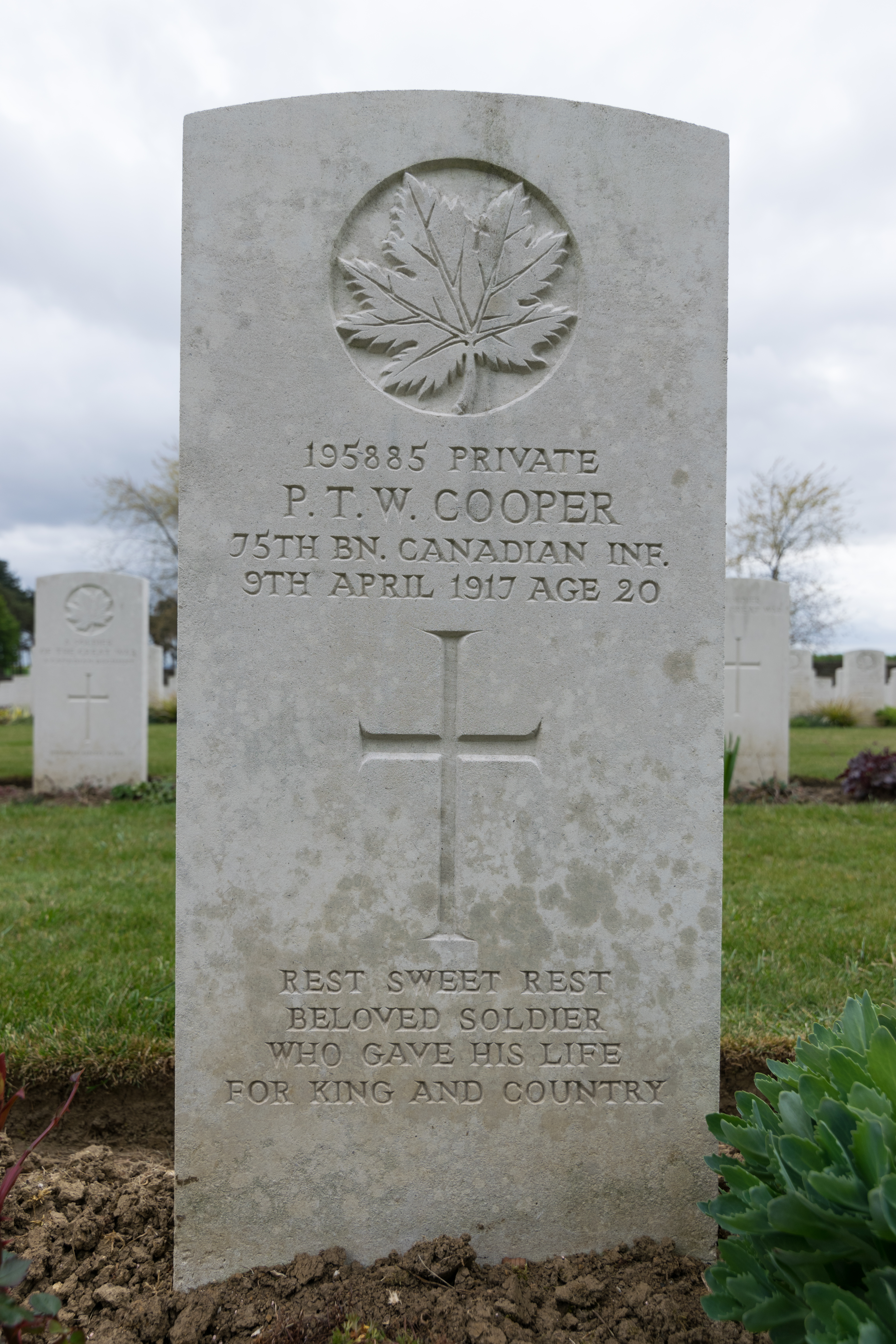
Tombe du soldat canadien P. Cooper, tombé le 1er jour de la bataille de la crête de Vimy.
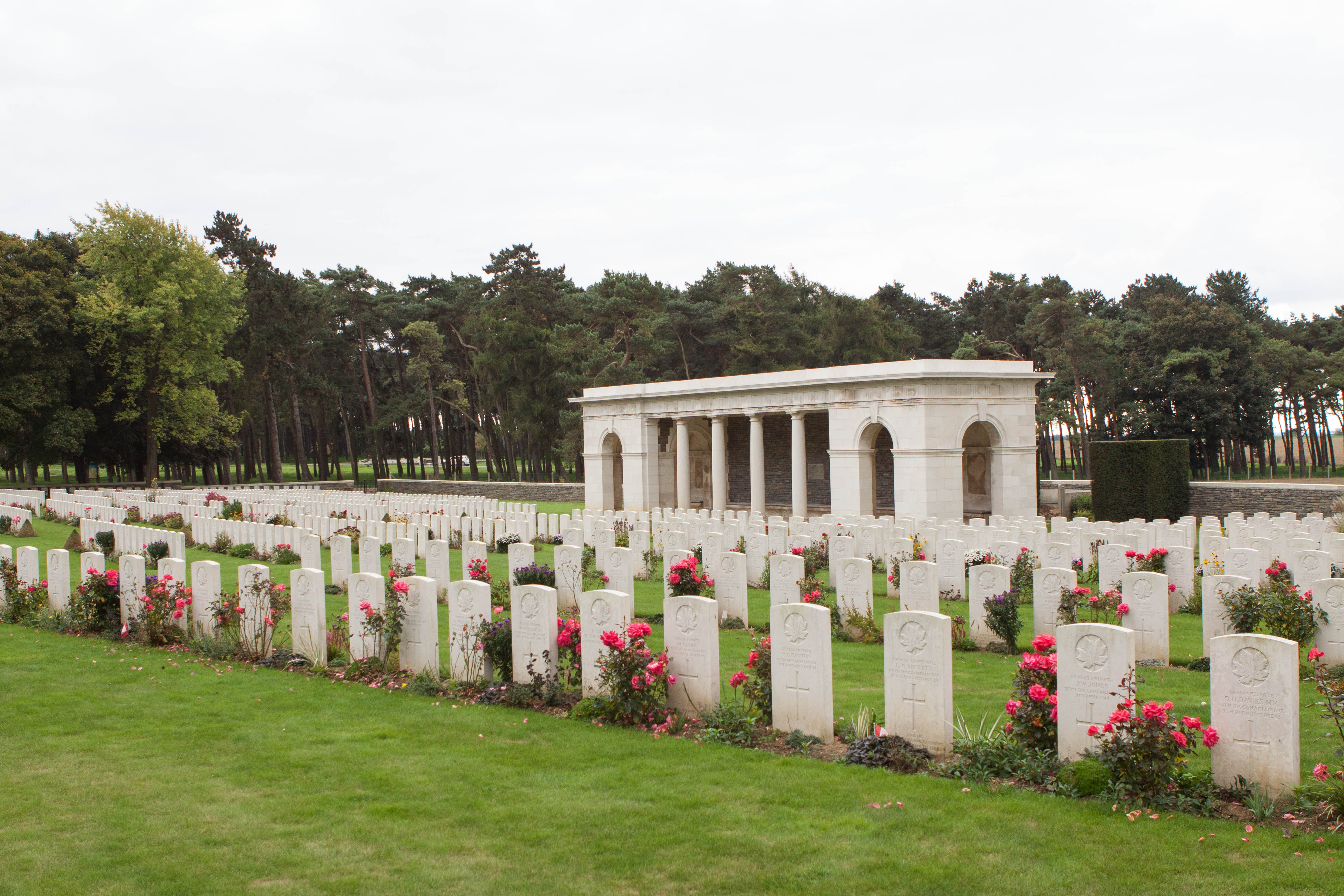
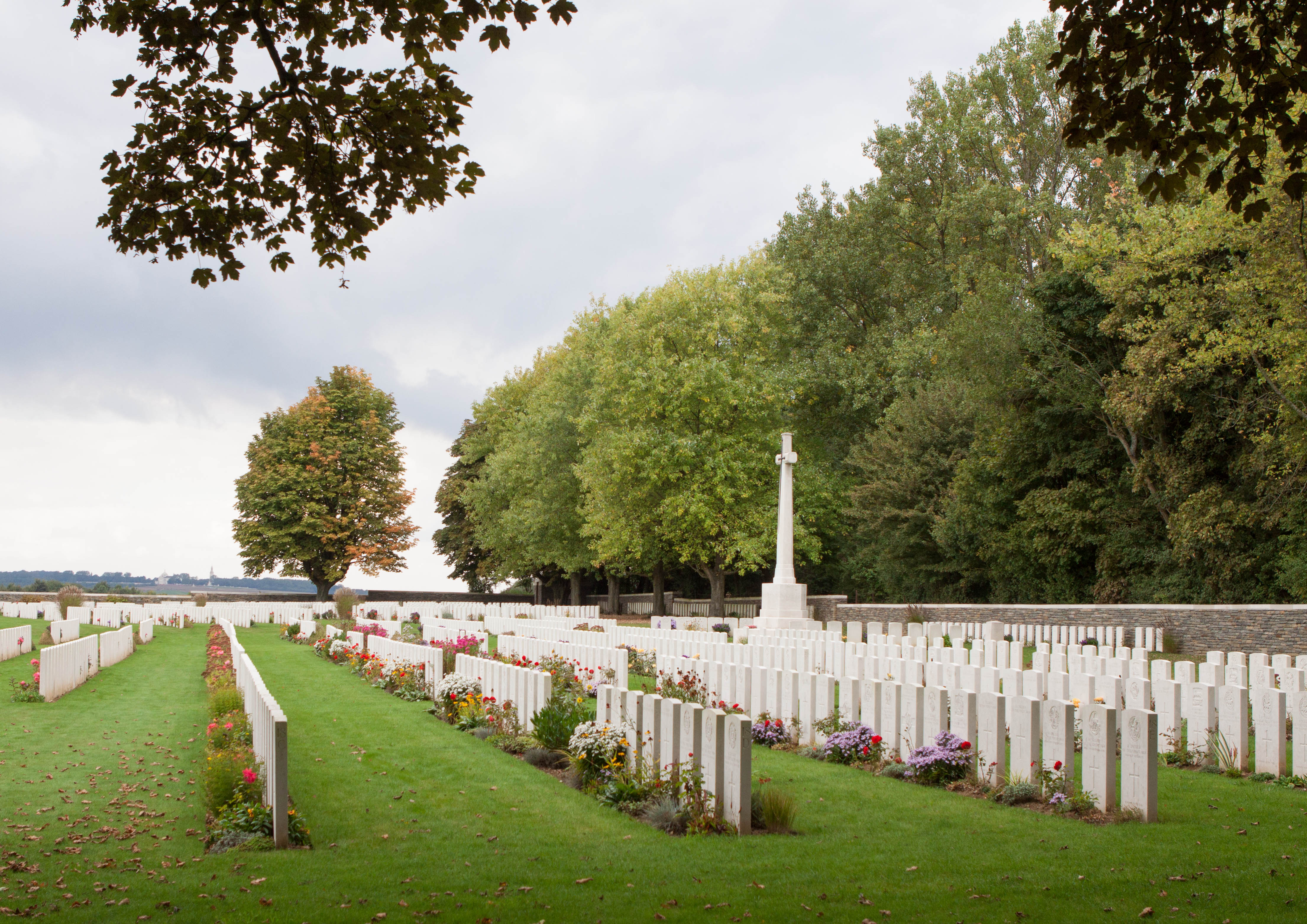
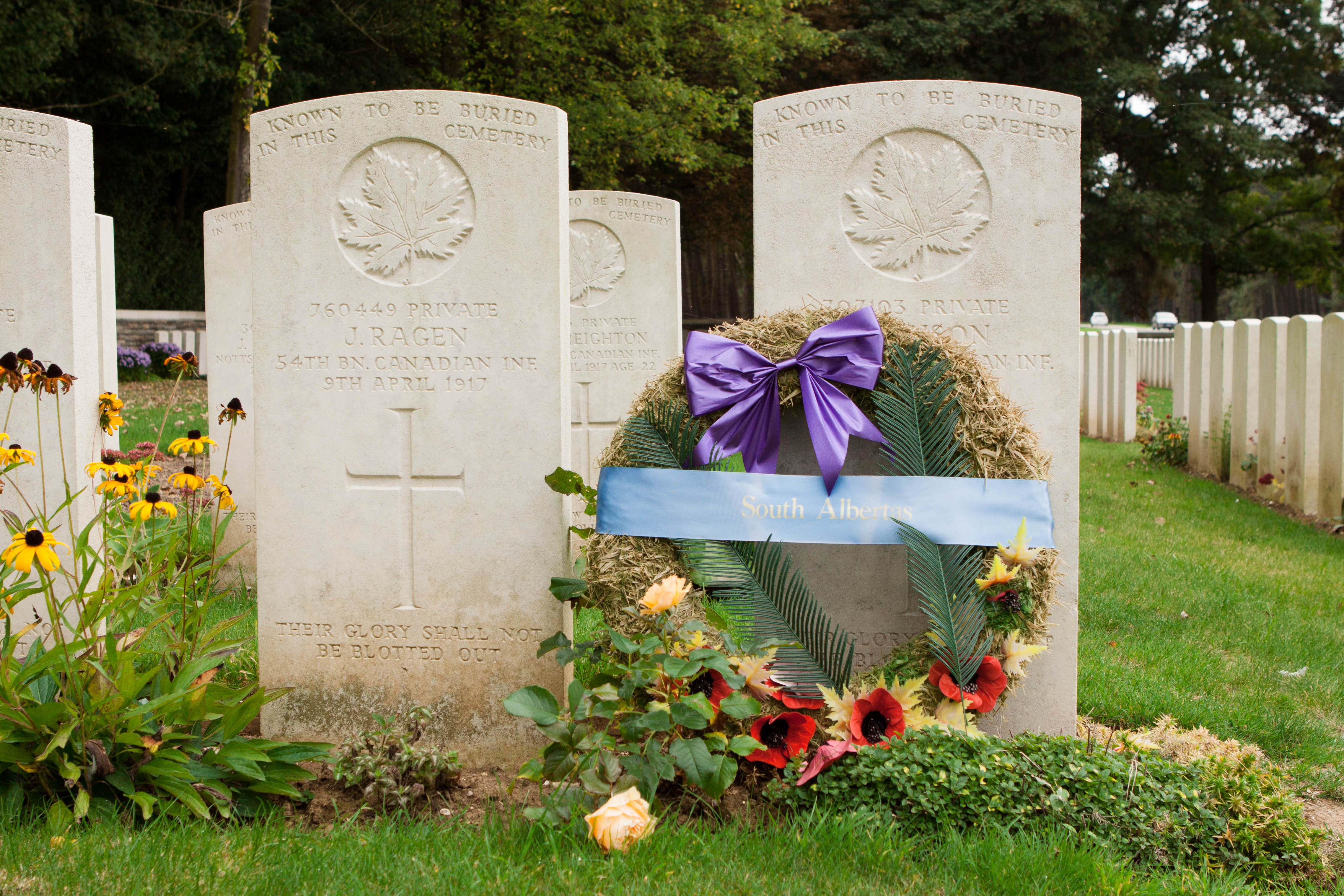
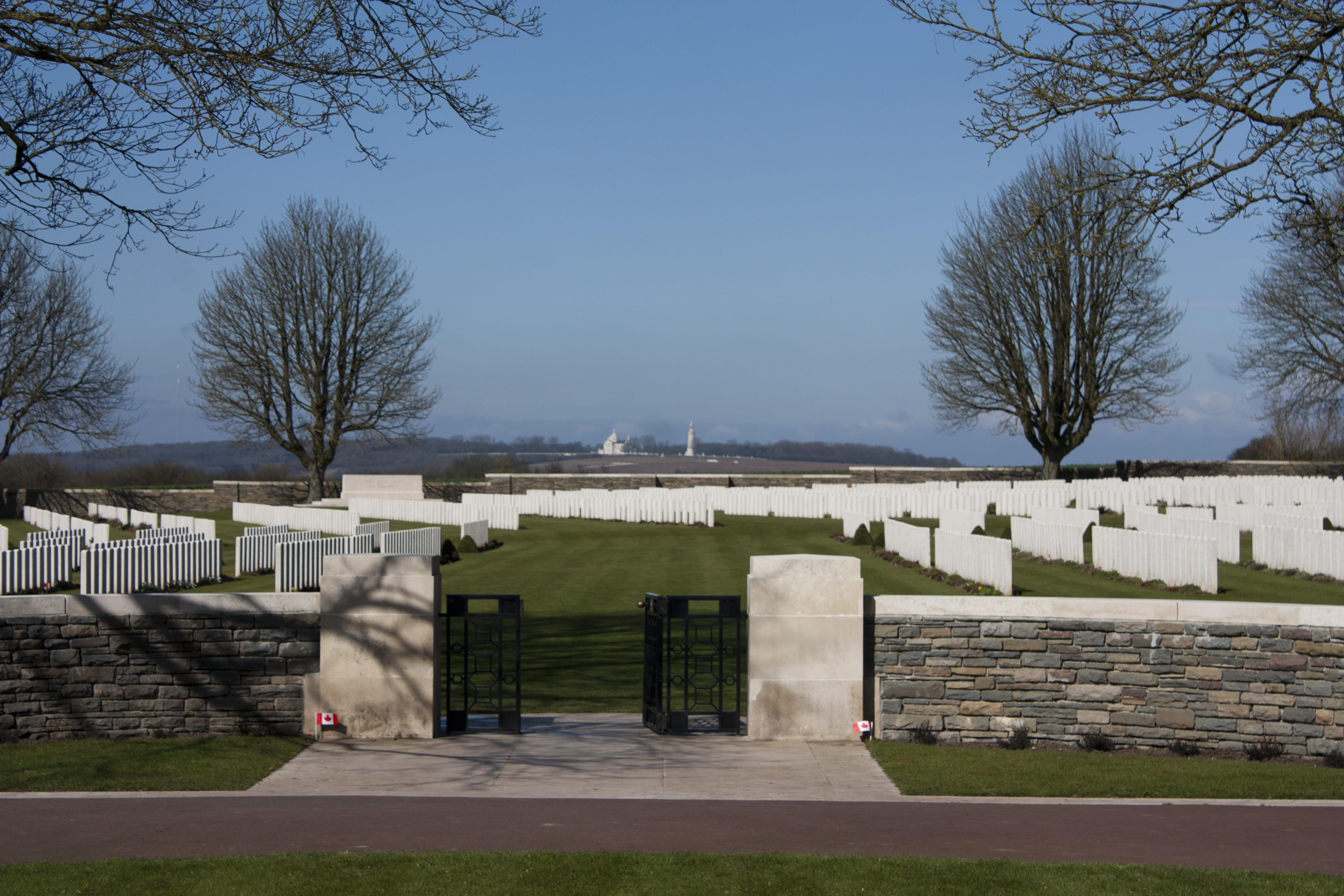

## Pour approfondir